# 西明寺 (豊川市)
西明寺（さいみょうじ）は、愛知県豊川市八幡町寺前にある、曹洞宗の寺院。

## 歴史
平安時代、三河守大江定基が愛妾力寿姫の死を悲しみ、庵を営み六光寺と名づけ、冥福を祈ったのが始まりとされる。付近には六光寺の地名が今も残る。当初は天台宗寺院だったようである。
鎌倉時代に入り、北条時頼が出家して最明寺入道と名乗り、この地を訪れた際に、最明寺と改称、禅宗寺院となった。
戦国時代の永禄5年（1562年）、徳川家康が八幡砦における今川氏との戦いの際、当寺に立寄り、空腹をしのいだ恩雇を深く感じ、本尊阿弥陀如来の西方浄土に因んで最の一字を西と改め、西明寺となった。
昭和5年（1930年）には、ベルツ博士の供養塔が花夫人によって建立された。これは博士が生前厚く仏法を信仰し、また当寺が花夫人の先祖の菩提寺であったことによる。

## 文化財

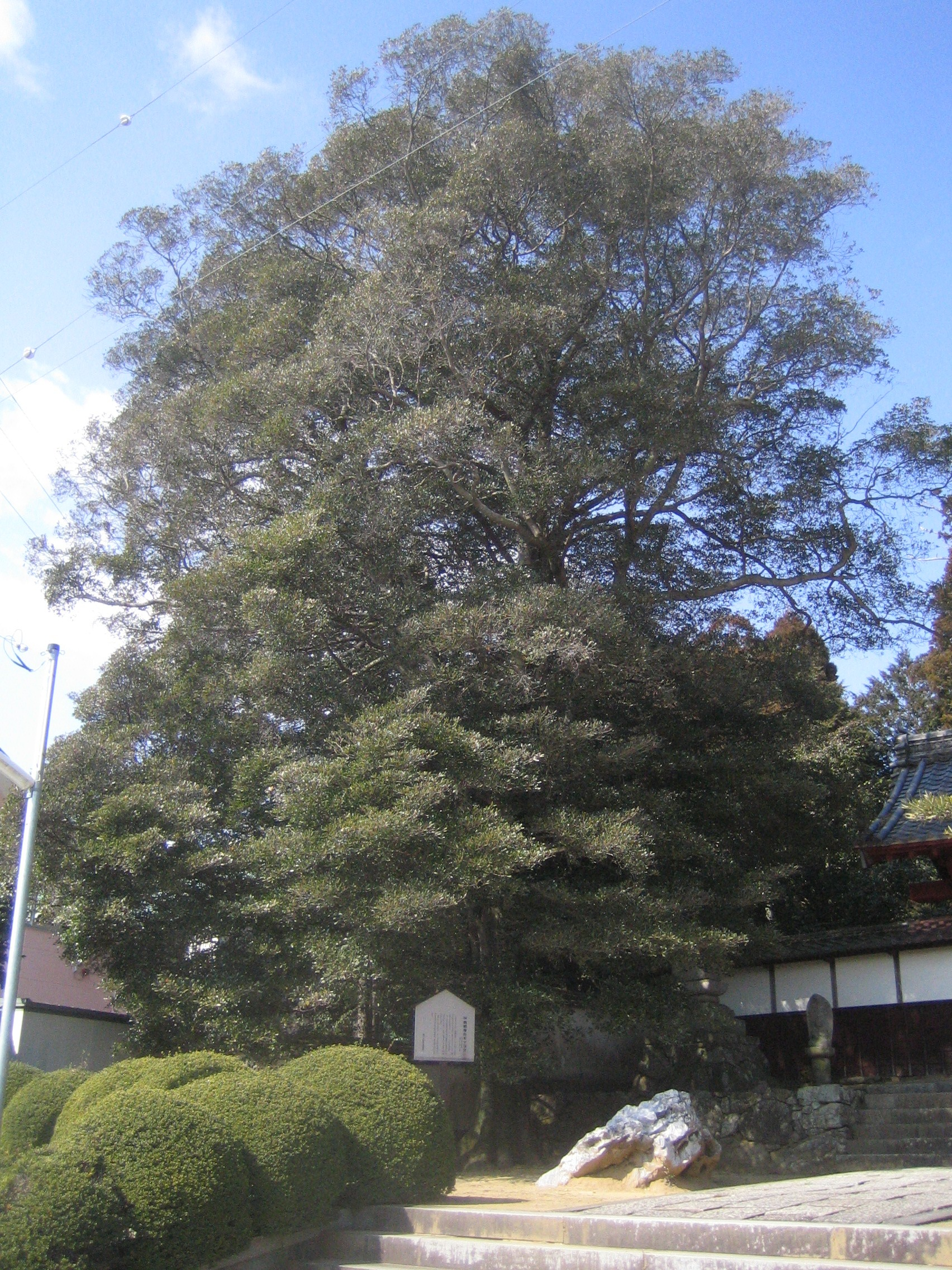
西明寺のモッコク

以下の4つが豊川市指定文化財に指定されている。
- 木造阿弥陀如来坐像（昭和47年11月30日指定）
- 西明寺文書（一括）（昭和61年3月15日指定）
- 芭蕉句碑（昭和51年10月30日指定）
- 西明寺のモッコク（昭和52年4月20日指定）

## アクセス
- 名鉄名古屋本線・豊川線 国府駅東口下車、徒歩で約10分。